# أندرونيكوس الأول كومنينوس
أندرونيكوس الأول كومنينوس (1118- 12 سبتمبر 1185) كان إمبراطورًا بيزنطيًا بين عامي 1183-1185. هو ابن إسحق كومنينوس وحفيد الإمبراطور ألكسيوس الأول كومنينوس.

## سيرته الذاتية

### نشأته
وُلد أندرونيكوس كومنينوس نحو عام 1118. اتسم بالوسامة والفصاحة والنشاط والجرأة والشجاعة، وهو جنرال عظيم وسياسي محنك، ولكنه كان ماجنًا. أُمضى أعوامه الأولى بالتناوب بين المتعة والخدمة العسكرية.
في عام 1141، أُسِر على يد الأتراك السلاجقة وبقي في قبضتهم لمدة عام. توجه إلى القسطنطينية بعد دفع فديته، حيث بقي في بلاط ابن عمه الأول الإمبراطور مانويل الأول كومنينوس، والذي كان مفضلًا له. جذبه سحر ابنة أخيه، يودوكسيا، والتي أصبحت عشيقة فيما بعد. في عام 1152، ذهب إلى قيليقية ضمن مهمة قيادية برفقة يودوكسيا. فشل في مهمته الرئيسية، والمتمثلة بالهجوم على مفسوسطيا، عاد ولكنه عُيّن مجددًا لقيادة أحد المقاطعات. ترك هذا المنصب بعد فترة قصيرة، وذلك بسبب ظهوره مرة أخرى في القسطنطينية حيث نجا من الموت على أيدي إخوة يودوكسيا بأعجوبة.

### المنفى
سُجِن أندرونيكوس في عام 1153، وذلك لاكتشاف اضطلاعه في حياكة مكيدة ضد الإمبراطور. هرب من السجن في عام 1165 عقب محاولات فاشلة متكررة. بعد مروره بمخاطر عديدة، بما في ذلك أسره في إقليم فلاش، وصل إلى كييف، حيث كان ابن عمه ياروسلاف أوسميسل من جليقية حاكم البلاط. تحالف أندرونيكوس مع الإمبراطور مانويل الأول عندما كان تحت حماية ياروسلاف، وانضم إلى مانويل في غزو المجر ومعه جيش جليقية، وساعد في حصار سملين. كانت الحملة ناجحة، وعاد أندرونيكوس إلى القسطنطينية بصحبة مانويل الأول في عام 1168، ولكنه رفض بعدها بعام أداء قسم الولاء لملك المجر المقبل، بيلا الثالث، الذي رغب مانويل بأن يصبح خليفته. أُبعِد أندرونيكوس عن البلاط ولكنه حصل على منصب حاكم مقاطعة قيليقية.
نظرًا لامتعاض الإمبراطور منه، فر أندرونيكوس إلى بلاط ريموند الثاني أمير أنطاكية. أثناء إقامته هناك، فتن وأغرى ابنة الأمير فيليبا، شقيقة الإمبراطورة ماريا. غضب الإمبراطور مجددًا من هذا الفعل المشين، ما أرغم أندرونيكوس على الفرار. لجأ إلى الملك عموري الأول من القدس، الذي كسب محاباته، وسخره لسيادة بيروت. رأى ثيودورا كومنين في القدس، وهي الأرملة الجميلة للملك بالدوين الثالث وابنة أخ الإمبراطور مانويل. على الرغم من أن أندرونيكوس كان في ذلك الوقت في السادسة والخمسين من عمره، لم يُنقص العمر سحره، وأصبحت ثيودورا الضحية التالية لمكر اغراءه. فرت مع أندرونيكوس إلى بلاط سلطان دمشق، نور الدين زنكي، هربًا من انتقام الإمبراطور. مع استمرار شعورهما بعدم الأمان هناك، واصلا رحلتهما الخطرة عبر القوقاز والأناضول. حظيا باستقبال جيد من جورج الثالث ملك جورجيا، والذي يُرجح أن شقيقته مجهولة الهوية هي أول زوجة لأندرونيكوس.
مُنح أندرونيكوس ممتلكات في منطقة كاخيتي شرق جورجيا. في عام 1173 أو 1174، رافق الجيش الجورجي في بعثة إلى شروان إلى شواطئ بحر قزوين، حيث استعاد جورج السيطرة على حصن شبران من الغزاة القادمين من دربند لصالح ابن عمه، الشروانشاهيين أخسيتان الأول. استقر أندرونيكوس وثيودورا في أرض أجداد الكومنينيون في أونيه، على شواطئ البحر الأسود، بين طرابزون وسينوب. أثناء اشتراك أندرونيكوس في عمليات اجتياح طرابزون، باغت حاكم تلك المقاطعة قلعته، أسفر ذلك عن أسر ثيودورا وطفليها وإرسالهم إلى القسطنطينية. سعى أندرونيكوس ليُفرج عنهم، إذ قدم رضوخًا متذللًا للإمبراطور في أوائل عام 1180، ومثل أمامه مقيدًا بالسلاسل طلبًا للعفو. مُنِح العفو، وسُمح له بالتقاعد مع ثيودورا في المنفى في أونيه.